# Guillaume Raynal

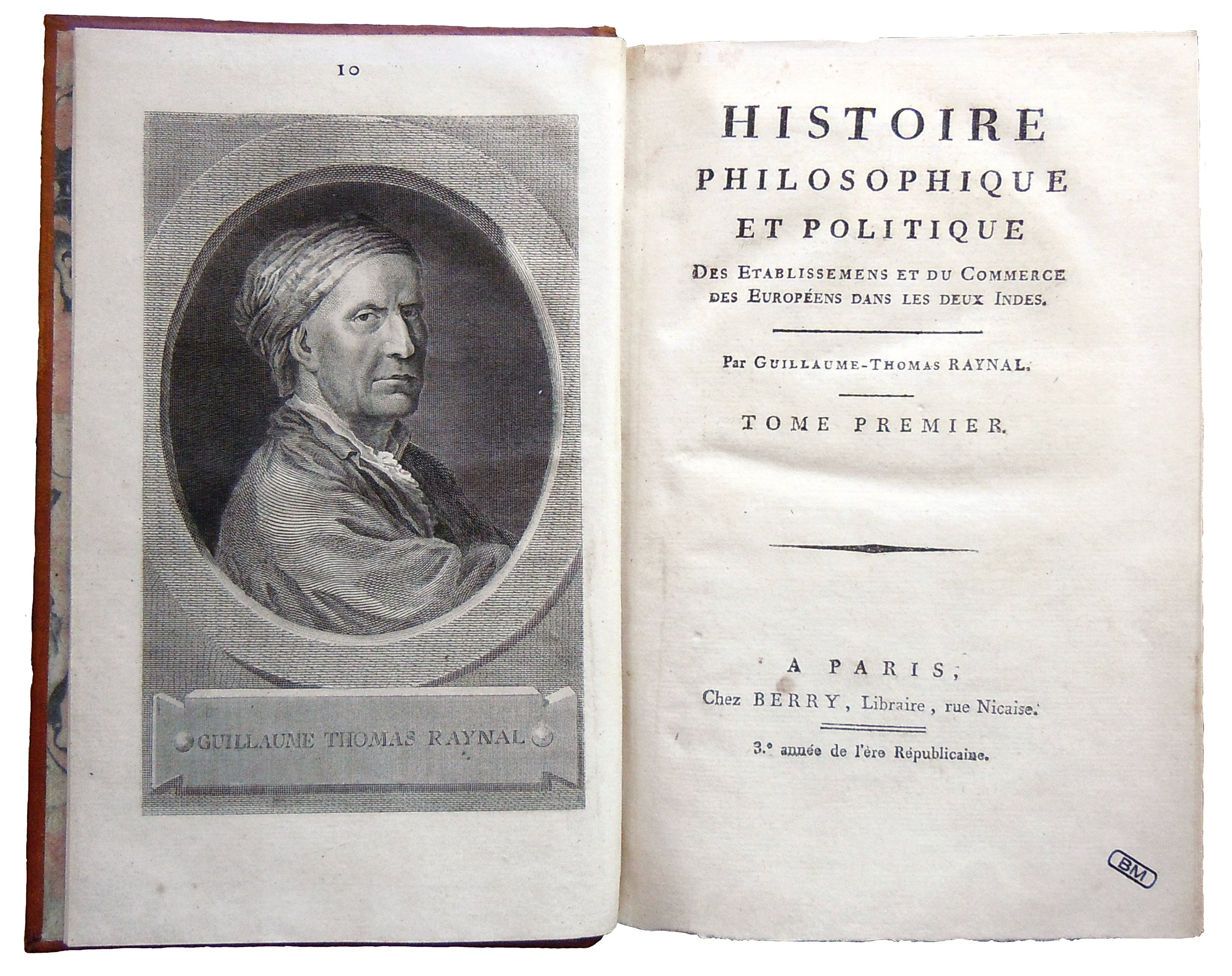
Histoire philosophique, 1794.

Guillaume Raynal, właściwie Guillaume-Thomas Raynal (ur. 12 kwietnia 1713 w Lapanouse, zm. 6 marca 1796) – francuski prezbiter, historyk, pisarz i filozof, przedstawiciel oświecenia. 

## Życiorys
Wychowanek jezuitów, wstąpił do Towarzystwa Jezusowego w Rodez i po święceniach kapłańskich pełnił funkcję preceptora w Clermont-Ferrand a potem w Tuluzie do roku 1746. Opuścił wtedy zgromadzenie z nieznanych powodów i udał się do Paryża gdzie służył przez okres jako kapłan i preceptor w Kościele św. Sulpicjusza, wśród elitarnych rodzin. Z czasem oddalił się od kapłaństwa i uczęszczał do salonów literackich Madame de Tencin oraz Madame Geoffrin.
Był związany ze środowiskiem encyklopedystów. Potępiał nietolerancję religijną. Krytykował postępowanie kleru i władz wobec ludności kolonii w Indiach i na Karaibach. Zaliczał się do grona abolicjonistów. Był członkiem Royal Society w Londynie.
Ważniejsze prace Raynala:
- L'Histoire du stathoudérat (1748)
- L'Histoire du parlement d’Angleterre (1748)
- Anecdotes historiques (1753)
- L'Histoire philosophique et politique des établissements et du commerce des Européens dans les deux Indes (1770)[1] – skróc. wyd. pol. w 1776 Historia Indii Wschodnich skrócona w tłum. Tadeusza Podleckiego